# Bei Anruf Kultur
Bei Anruf Kultur sind 60-minütige telefonische Führungen für Menschen, die Ausstellungen, Rundgänge, Aufführungen oder andere kulturelle Angebote in Deutschland visuell nicht live erleben können. Das durch Aktion Mensch und die Behörde für Kultur und Medien (BKM) der Freien und Hansestadt Hamburg geförderte Projekt wurde 2021 in der Elbmetropole ins Leben gerufen und konnte sich zu einem bundesweiten Angebot in deutlich über 100 Museen entwickeln. Bei Anruf Kultur hat zum Ziel, allen Interessenten einen Zugang zu Kultur zu ermöglichen.

## Geschichte
Das Projekt Bei Anruf Kultur wurde während des Corona-Lockdowns vom Blinden- und Sehbehindertenverein Hamburg e.V. (BSVH) und grauwert, Büro für Inklusion und demografiefeste Lösungen, gemeinsam mit einigen Museen in Hamburg gestartet. Die Förderung durch die Behörde für Kultur und Medien (BKM) der Freien und Hansestadt Hamburg belief sich 2021 bis 2024 auf insgesamt 28.000 Euro. Für den Projektzeitraum 2023–2025 bewilligte Aktion Mensch im März 2023 eine Fördersumme von 300.000 Euro.

## Teilnahme
Bei Anruf Kultur richtet sich an sehbehinderte, in ihrer Mobilität eingeschränkte und von den Einrichtungen sehr weit entfernt wohnende Menschen. Andere Gründe für die Teilnahme können eine Agoraphobie oder mangelnde Solvenz sein.
Die 60-Minuten-Führungen finden akustisch per Telefon statt, werden professionell moderiert und von Guides aus den teilnehmenden Häusern durchgeführt. Nach 20 bis 30 Minuten ermöglichen die Verantwortlichen eine Fragerunde und einen Austausch unter den Teilnehmenden. Während der Führung sind die Telefone stummgeschaltet. Die Teilnahme ist kostenlos, das Telefongespräch verursacht die Kosten gemäß dem individuellen Telefonvertrag. Die Anmeldung erfolgt mit Name und E-Mail-Adresse. Angemeldete erhalten eine Festnetz-Nummer für die Einwahl.

## Partner des Projekts
Auf der Website sind folgende bundesweite Projektpartner aufgeführt:
- Bayerische Staatsgemäldesammlungen
- Bundeskanzler-Helmut-Schmidt-Stiftung
- Bundeskanzler-Willy-Brandt-Stiftung
- Bundeskunsthalle
- Die Lübecker Museen
- Europäisches Hansemuseum Lübeck
- Gedenk- und Bildungsstätte Haus der Wannsee-Konferenz
- Gustav-Lübcke-Museum
- Landesmuseum Hannover
- LVR-LandesMuseum Bonn
- Museum Barberini
- Museen Böttcherstraße Bremen
- Staatliche Museen zu Berlin – Neue Nationalgalerie
- Sprengel Museum Hannover
- Staatliches Museum für Archäologie Chemnitz
- Staatliches Museum Schwerin
- Staatsgalerie Stuttgart
- Stiftung Schleswig-Holsteinische Landesmuseen

## Hör-Führungen (Auswahl)
Auf der Website sind vergangene Führungen nicht archiviert. Die Programm-Seite liefert eine Vorschau sowie Links auf die kommenden Veranstaltungen.
- 13. Mai 2024 Landesmuseum Hannover: Die WasserWelten im Landesmuseum Hannover[7]
- 6. Juni 2024 Bundeskunsthalle, Bonn: Bilder im Kopf, Körper im Raum – Zum Werk von Franz Erhard Walther[8]
- 23. Oktober 2024: Museum Pfalzgalerie Kaiserslautern (mpk): Max Liebermann – Zeichnungen aus dem Berliner Kupferstichkabinett[9]
- 15. Juni 2025 Hamburger Kunsthalle: Denkraum Bild – Führung durch die Gemäldesammlung[10]
- 28. Juni 2025 Kempten-Museum im Zumsteinhaus: Zeitenwende – Bauernkrieg im Allgäu[11]
- 3. Juli 2025 KZ-Gedenkstätte Neuengamme: „Vernichtung durch Arbeit“ im KZ Neuengamme[12]
- 7. Juli 2025 Kunsthalle Rostock: Usedomer Lichter – Die Künstlerinsel an der Ostsee[13]